# Trent Edwards
Trent Addison Edwards (ur. 30 października 1983 w Los Gatos w stanie Kalifornia) – amerykański zawodnik futbolu amerykańskiego, grający na pozycji quarterbacka. W rozgrywkach akademickich NCAA występował w drużynie Stanfrod.
W roku 2007 przystąpił do draftu NFL. Został wybrany przez drużynę Buffalo Bills w trzeciej rundzie (92. wybór). W zespole występował do sezonu 2010. Następnie przez jeden sezon występował w Jacksonville Jaguars oraz Oakland Raiders. W sezonie 2012 był zawodnikiem drużyny Philadelphia Eagles. 15 marca 2013 roku został zwolniony przez Eagles. Od tamtej pory pozostaje wolnym agentem.